# Eleonora Wettyn z Saksonii-Eisenach
Eleonora Wettyn, właśc. Eleonora Erdmute Luiza von Sachsen-Eisenach  (ur. 13 kwietnia 1662 w Friedewald, zm. 9 września 1696 w Pretzsch) – księżniczka Saksonii-Eisenach z dynastii Wettynów, margrabina Ansbach, księżna elektorowa Saksonii.
Najstarsza córka księcia Saksonii-Eisenach Jana Jerzego I z linii ernestyńskiej Wettynów i księżniczki Joanny Sayn-Wittgenstein. Jej dwaj bracia: Jan Jerzy II oraz Jan Wilhelm byli kolejnymi władcami Saksonii-Eisenach po swoim ojcu.
4 listopada 1681 roku została wydana za mąż za owdowiałego margrabiego Ansbach Jana Fryderyka Hohenzollerna, któremu urodziła troje dzieci:
- Karolinę (1683-1737) - późniejszą królową Wielkiej Brytanii jako żonę krola Jerzego II Hanowerskiego,
- Fryderyka Augusta (1685-1685),
- Wilhelma Fryderyka (1686-1723) - późniejszego margrabiego Ansbach[2].

Po śmierci pierwszego męża wyszła powtórnie za mąż 17 kwietnia 1692 w Lipsku za księcia elektora Saksonii Jana Jerzego IV Wettyna z linii albertyńskiej Wettynów, który został zmuszony do tego ślubu przez swoją matkę Annę Zofię Oldenburg z jednej strony celem umocnienia sojuszu elektoratów Saksonii i Brandenburgii a z drugiej strony celem spłodzenia legalnych następców tronu. Para nie miała wspólnych dzieci, gdyż małżeństwo to okazało się nieudane. Po dwóch poronieniach Eleonory Jan Jerzy więcej czasu poświęcał swojej oficjalnej metresie Magdalenie Sybilli von Neitschütz, którą zamierzał nawet poślubić, co budziło niezadowolenie i animozje na dworze książęcym w Dreźnie. Związek zakończył się przedwczesną śmiercią elektora, który zmarł w 1694 roku na ospę.
Księżna wdowa została przeniesiona do zamku w Pretzsch, w którym zmarła dwa lata po swoim mężu.